# Jeannette Altwegg
Jeannette Altwegg, née le 8 septembre 1930 à Bombay en Inde et morte le 18 juin 2021 à Berne, est une patineuse artistique britannique. Quadruple championne de Grande-Bretagne, elle est championne du monde 1951 et championne olympique en 1952.

## Biographie

### Carrière sportive
Jeannette Altwegg est née en Inde, d'une mère britannique et d'un père suisse, et a grandi dans le Lancashire en Angleterre. Elle a été une joueuse de tennis qui a participé à plusieurs compétitions, elle a notamment atteint la finale junior du tournoi de Wimbledon en 1947, avant d'abandonner ce sport et de se concentrer sur le patinage artistique.
Quatre fois championne de grande Bretagne de patinage artistique entre 1948 et 1951, elle a participé à six championnats d'Europe, cinq championnats du monde et deux olympiades. Elle a progressé régulièrement dans la hiérarchie mondiale pour aboutir à deux titres européens (en 1951 à Zurich et 1952 à Vienne), un titre mondial (en 1951 à Milan), et deux médailles olympiques (le bronze aux Jeux olympiques d'hiver de 1948 à Saint-Moritz et l'or aux Jeux olympiques d'hiver de 1952 à Oslo).
Sa victoire aux Jeux olympiques de 1952 est la première médaille d'or remportée individuellement par une femme britannique dans des Jeux d'hiver. Il faudra attendre les Jeux de 2010 à Vancouver, pour voir de nouveau une femme britannique remporter l'or olympique, en la personne de Amy Williams en skeleton. Elle reste à ce jour la seule femme britannique à avoir remporté deux médailles individuelles à des Jeux olympiques d'hiver.

### Reconversion
Après sa victoire olympique, Jeannette Altwegg quitte le patinage amateur et ne se tourne pas vers une carrière professionnelle qui sans aucun doute aurait été lucrative. Elle préfère choisir pour travailler avec les orphelins de guerre.
Elle épouse Marc Wirz, le frère de la patineuse suisse Susi Wirz. Ils ont eu quatre enfants et divorcent en 1973. Leur fille Christina Wirz est membre de l'équipe de Suisse de Curling, avec laquelle elle est championne du monde et médaillée de bronze européenne en 1983.
En 1953, Jeannette Altwegg reçoit l'Ordre de l'Empire britannique. En 1993, elle est intronisée au Temple de la renommée mondiale du patinage artistique.

## Palmarès
| Compétition                     | 1947    | 1948    | 1949    | 1950    | 1951    | 1952    |  |  |  |  |  |  |  |  |
| Jeux olympiques d'hiver         |         | 3e      |         |         |         | 1re     |  |  |  |  |  |  |  |  |
| Championnats du monde           | 5e      | 4e      | 3e      | 2e      | 1re     |         |  |  |  |  |  |  |  |  |
| Championnats d’Europe           | 4e      | 5e      | 3e      | 2e      | 1re     | 1re     |  |  |  |  |  |  |  |  |
| Championnats de Grande-Bretagne | 3e      | 1re     | 1re     | 1re     | 1re     |         |  |  |  |  |  |  |  |  |
|                                 |         |         |         |         |         |         |  |  |  |  |  |  |  |  |
| Autre Compétition               | 1946/47 | 1947/48 | 1948/49 | 1949/50 | 1950/51 | 1951/52 |  |  |  |  |  |  |  |  |
| Trophée Richmond                |         |         |         | 1re     | 1re     |         |  |  |  |  |  |  |  |  |
|                                 |         |         |         |         |         |         |  |  |  |  |  |  |  |  |